# Gong Yoo
Gong Yoo (hangul: 공유, ur. 10 lipca 1979 w Pusan), właśc. Gong Ji-cheol (hangul: 공지철) – południowokoreański aktor. Grał główną rolę w serialach Coffee prince 1 hojeom (2007), Goblin (2016-2017), a także filmach Dogani (2011), Gra cieni (2016) i Zombie express (2016). Szerszą rozpoznawalność zyskał dzięki roli rekrutera, w którą wcielał się na początku pierwszego i drugiego sezonu serialu Squid Game.
Gong Yoo ukończył Kyung Hee University (licencjat). Zadebiutował jako aktor w serialu Haggyo 4 w 2001 roku.

## Filmografia

### Filmy
| Rok  | Tytuł                           | Rola          |
| ---- | ------------------------------- | ------------- |
| 2003 | Donggabnaegi gwaoehagi          | Lee Jong-soo  |
| 2004 | Geunyeoreul moreumyeon gancheop | Choi Ko-bong  |
| 2004 | Superstar Gam Sa-yeong          | Park Chul-soo |
| 2004 | S Diary                         | Yoo-in        |
| 2005 | Jambokgeunmu                    | Kang No-young |
| 2007 | Yong-i ganda                    | Park Chul     |
| 2010 | Kim Jong-wook chat-gi           | Han Gi-joon   |
| 2011 | Dogani                          | Kang In-ho    |
| 2013 | Yonguija                        | Ji Dong-chul  |
| 2016 | Namgwa yeo                      | Ki-hong       |
| 2016 | Zombie express / Ostatni pociąg | Seok-woo      |
| 2016 | Gra cieni                       | Kim Woo-jin   |
| 2019 | Kim Ji-young, urodzona w 1982   | Jung Dae-hyun |
| 2021 | Seo Bok                         | Gi Heon       |

### Telewizja i seriale
| Rok        | Tytuł                               | Rola                         | Stacja telewizyjna lub platforma streamingowa |
| ---------- | ----------------------------------- | ---------------------------- | --------------------------------------------- |
| 2001       | Haggyo 4                            | Hwang Tae-young (odc. 29-48) | KBS2                                          |
| 2001       | Ssangdung-ine                       | Dan-yeog                     | KBS2                                          |
| 2002       | Eonjena dugeundugeun                | Park Chan-ho                 | KBS2                                          |
| 2002       | Geochim-eobsneun salang             | Seo Kyung-chul               | KBS2                                          |
| 2003       | Seumusal                            | Seo Joon                     | SBS                                           |
| 2003       | Screen                              | Kim Joon-pyo                 | SBS                                           |
| 2005       | Geonbbang seonsaeng-gwa byeolsatang | Park Tae-in                  | SBS                                           |
| 2006       | Eoneu meotjin nal                   | Seo Gun                      | MBC                                           |
| 2007       | Coffee prince 1 hojeom              | Choi Han-kyul                | MBC                                           |
| 2012       | Big                                 | Seo Yoon-jae/Kang Kyung-joon | KBS2                                          |
| 2013       | Yeon-aejojakdan: Cyrano             | Magik (odc. 9)               | tvN                                           |
| 2016-2017  | Goblin                              | Kim Shin                     | tvN                                           |
| 2021, 2024 | Squid Game                          | Rekruter (oba sezony)        | Netflix                                       |

### Programy rewiowe
| Rok  | Tytuł       | Stacja telewizyjna | Uwagi                                |
| ---- | ----------- | ------------------ | ------------------------------------ |
| 2013 | Running Man | SBS                | Gościnnie z Park Hee-soon (odc. 175) |

## Nagrody i nominacje
| Rok  | Ceremonia                                   | Nagroda                                                                       | Wynik      |
| ---- | ------------------------------------------- | ----------------------------------------------------------------------------- | ---------- |
| 2002 | KBS Drama Awards                            | Najlepszy nowy aktor (Geochim-eobsneun salang)                                | Nominacja  |
| 2003 | SBS Drama Awards                            | Nowa gwiazda (Screen)                                                         | Wygrana    |
| 2005 | SBS Drama Awards                            | Excellence Award, Actor in a Miniseries (Geonbbang seonsaeng-gwa byeolsatang) | Nominacja  |
| 2006 | MBC Drama Awards                            | Nagroda Specjalna, aktor w miniserialu (Eoneu meotjin nal)                    | Wygrana    |
| 2007 | 1. Mnet 20's Choice Awards                  | Best Style                                                                    | Wygrana    |
| 2007 | MBC Drama Awards                            | Excellence Award, Actor (Coffee prince 1 hojeom)                              | Wygrana    |
| 2007 | MBC Drama Awards                            | Nagroda popularności, aktor                                                   | Nominacja  |
| 2007 | MBC Drama Awards                            | Najlepsza para (razem z Yoon Eun-hye)                                         | Nominacja  |
| 2011 | 32. Blue Dragon Film Awards                 | Najlepszy Aktor (Dogani)                                                      | Nominacja  |
| 2011 | 32.                                         | Nagroda popularności (Dogani)                                                 | Wygrana    |
| 2012 | 48. Baeksang Arts Awards                    | Najlepszy aktor filmowy (Dogani)                                              | Nominacja  |
| 2012 | KBS Drama Awards                            | Excellence Award, Actor in a Miniseries (Big)                                 | Nominacja  |
| 2012 | KBS Drama Awards                            | Najlepsza para (razem z Lee Min-jung) (Big)                                   | Nominacja  |
| 2013 | 8. Seoul International Drama Awards         | Wybitny aktor Koreański (Big)                                                 | Nominacja  |
| 2014 | 19. Chunsa Film Art Awards                  | Najlepszy aktor (Yonguija)                                                    | Nominacja  |
| 2014 | 48th Taxpayers' Day                         | Presidential Commendation                                                     | Wygrana    |
| 2014 | 22nd Korea Culture and Entertainment Awards | Top Excellence Award, Actor in a Film (Yonguija)                              | Nominacja  |
| 2017 | 11. Asian Film Awards                       | Najlepszy aktor (Zombie express)                                              | Nominowany |
| 2017 | 53. Baeksang Arts Awards                    | Najlepszy aktor TV (Goblin)                                                   | Wygrana    |
| 2017 | 22. Chunsa Film Art Awards                  | Najlepszy aktor (Zombie express)                                              | Nominowany |